# 刪定律令
刪定律令（さんていりつりょう）は、神護景雲3年（769年）に、右大臣吉備真備や大和長岡らによって編纂された律令法。全24条。
桓武天皇の時代の延暦10年3月6日（791年4月13日）に施行された。続いて延暦16年（797年）頃には、更に大納言神王・右中弁橘入居らによって刪定令格（さんていりょうかく）全45条が編纂され、同年6月9日（797年7月7日）に施行された。
いずれも養老律令の欠陥を補うことを目的としたが、弘仁3年5月26日（812年7月8日）には訴訟の頻発など民心の不安定を招くとして刪定律令の施行が停止され改正を命じられたものの、以後改正は行われず事実上廃止された。刪定令格については不明なものの、この停止を伝える『日本後紀』原文には「刪定令」とされており、刪定令格に関する記述も見られなくなることから、刪定令格も同時に施行が停止された可能性はあるものの、その停廃時期については明らかにはなっていない。
以後、日本においては律令法の編纂は行われず、格式によってその不備を補うようになっていくこととなる。